# Kopce (Frywałd)
Kopce – część wsi Frywałd w Polsce, położona w województwie małopolskim, w powiecie krakowskim, w gminie Krzeszowice, w Lesie Zwierzynieckim.

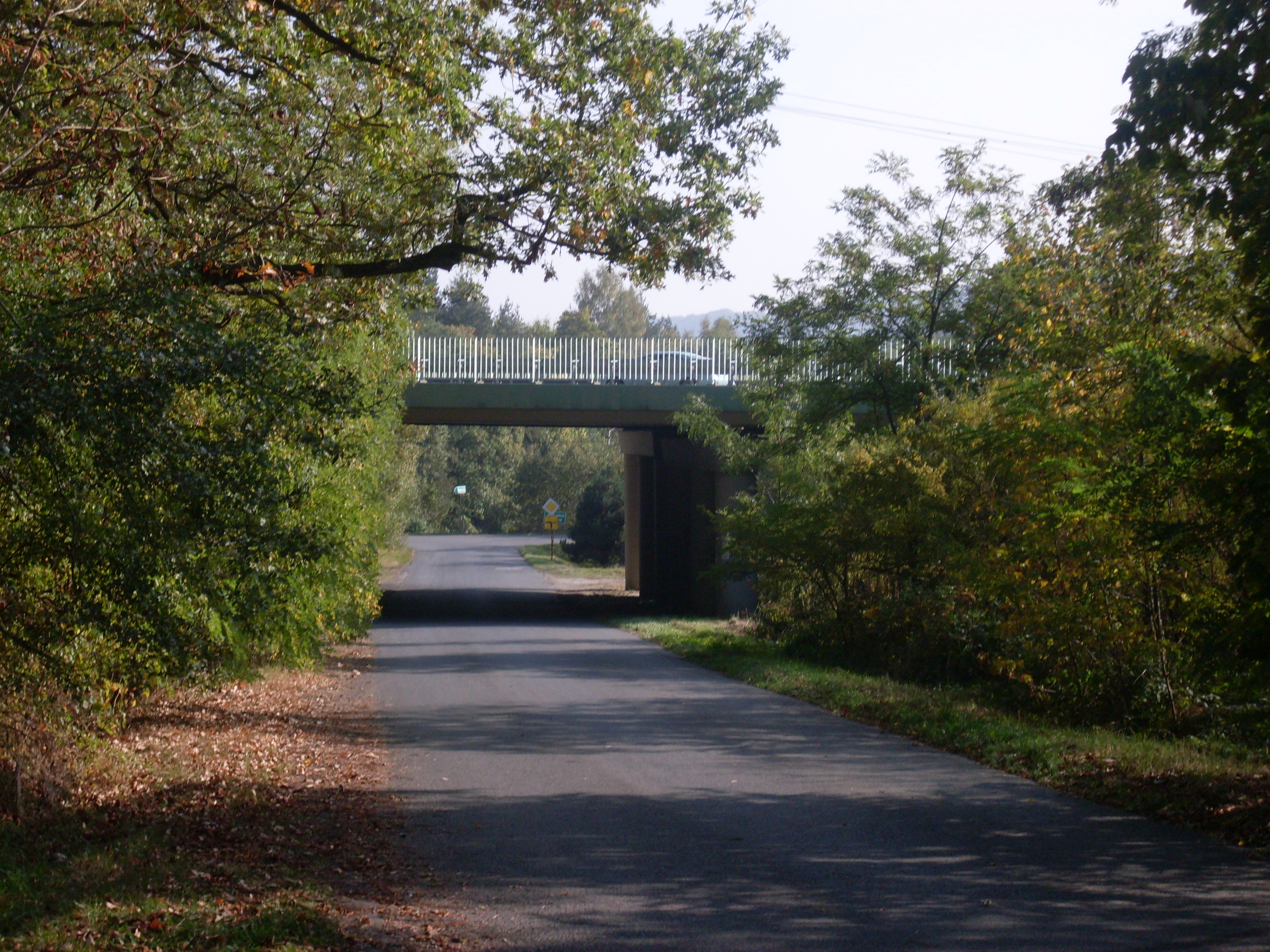
Wiadukt drogowy pod autostradą A4 (E40)

W jego północnej części, tuż za wiaduktem drogowym obok autostrady A4 (E40) znajduje się gajówka Nadleśnictwa Krzeszowice.
W latach 1975–1998 Kopce administracyjnie należały do województwa krakowskiego.
W latach 1460–1460 wieś należała do przedstawicieli herbu Stary Koń. W 1460 r. Frywałd oraz część Zalasu zakupił od nich Jan z Tęczyna i włączył do swego latyfundium tęczyńskiego.
Wtedy to Kopce stały się punktem komunikacyjnym, skąd rozchodziło się kilka dróg, powstała tam karczma, która istniała do początku XX wieku.
Na terenie przysiółka wypływa źródło zmieniające się w potok, który jest dopływem Sanki.